# George Wyllys
George Wyllys oder George Wyllis (* 1590 in Fenny Compton, Warwickshire, England; † 9. März 1645 in Hartford, Colony of Connecticut) hatte 1642 für eine Amtszeit das Amt des Gouverneurs der Colony of Connecticut inne.

## Werdegang
George Wyllys, Sohn von Richard und Hester (Chambers) Willis, wurde 1590 auf dem Landgut von Fenny Compton in Warwickshire geboren. Er besuchte mehrere Universitäten, jedoch wird nirgends erwähnt, dass er an einer graduiert hatte. Er wurde wohl in seinen Studienjahren ein Puritaner.
Wyllys war in erster Ehe mit Bridget Young verheiratet, die er am 2. November 1609 in der Holy Trinity Church in Stratford-upon-Avon zur Frau nahm. Sie hatten drei gemeinsame Kinder, bevor sie 1629 verstarb. Anschließend heiratete er 1631 erneut, und zwar Mary Brisbey, mit der er dann einen gemeinsamen Sohn hatte. Die Familie wanderte in den frühen 1630er nach Neuengland aus. Von 1634 war Wyllys als ein Assistant beim General Court der Massachusetts Bay Colony tätig.
Wyllys schickte 1636 seinen Aufseher William Gibbons zusammen mit 20 Hausangestellten und Schuldknechten mit dem Auftrag nach Hartford, Land zu kaufen und den Bau des Hauses dort zu überwachen. Das Haus war unter den frühen Siedlern das größte Eigenheim in Hartford und bis 1680 eins von den größten in Connecticut. Die bekannte Charter Oak (außergewöhnlich seltene Weiß-Eiche) stand auf dem Anwesen. Ferner hielt Wyllys dort später auch Sklaven.
In derselben Straße standen neben dem Haus von Wyllys auch die Häuser der zukünftigen Gouverneure Webster, Welles und Hopkins, so dass die Straße Governor Street genannt wurde, bis deren Name später zu Popieluszko Court geändert wurde.
Es dauerte bis 1638, bis die Wyllys-Familie in Hartford ankam. Daraufhin wurde er schon bald zu einem der sechs Assistants des General Court gewählt, wo er zwischen 1639 und 1641 tätig war. Anschließend wurde er 1641 Vizegouverneur und 1642 für eine Amtszeit (ein Jahr) Gouverneur der Kolonie. Danach war er in den Jahren 1643 und 1644 wieder als Assistant des General Courts tätig.
Gerüchte, dass die Narraganset ein Bündnis mit einigen anderen Stämmen bilden würden, um die englischen Siedler zu vernichten, spornte Wyllys und den General Court an, zwei Delegierte zu einer Tagung in Boston zu schicken, was die Articles of Confederation zwischen den Kolonien Massachusetts Bay, New Haven und Connecticut zur Folge hatte, einen Vertrag, der die Zusammenarbeit im Verteidigungsfall der Kolonien vorsah.
Im Dezember 1642 verabschiedete der General Court das erste koloniale Strafgesetzbuch (engl. penal code), was die zwölf Kapitalverbrechen genannt wurde.
Nachdem seine Amtszeit als Gouverneur abgelaufen war, wurde Wyllys 1643 ausgewählt, als Kommissar die Colony of Connecticut bei den Union Colonies of New England zu vertreten.
Wyllys verstarb am 9. März 1645 auf seinem Anwesen in Hartford. Danach wurde er auf dem Ancient Burying Ground in Hartford beigesetzt und sein Name erscheint auf dem Founders Monument.
Das Wyllys Haus in Hartford wurde 1827 abgerissen. Ferner wurde die Wyllys Street in Hartford nach ihm benannt. Einer seiner direkten Nachkommen war der Architekt Frank Lloyd Wright.